# 江口真紀
江口 真紀（えぐち まき、1978年10月14日 - ）は、愛知県名古屋市生まれ熊本県水俣市出身のバスケットボール選手である。ポジションはセンター。
「花の78年組」の一人で、アテネ五輪日本代表。実業団5チームを渡り歩き、引退と復帰も経験した苦労人である。

## 来歴
水俣二中でバスケを始め、九州女学院高校から三洋電機に入社。
休部後は日立戸塚を経て、2002年にシャンソン化粧品に移籍。
2004年にはアテネオリンピック日本代表に選ばれる。
2004-05Wリーグ優勝の原動力となる。
シーズン後三菱電機に移籍。チームはW1に降格し、故障も抱え引退。
2007-08シーズン現役復帰。
2008年、アイシン・エィ・ダブリュ ウィングスに移籍。
2009年、2度目の引退。

## 経歴
- 九州女学院高 - 三洋電機（1997年〜2000年） - 日立戸塚（2000年〜2002年） - シャンソン化粧品（2002年〜2005年） - 三菱電機（2005年〜2007年、2007年〜2008年） - アイシン・エィ・ダブリュ（2008年〜2009年）

## 代表歴
- 2004年アテネ五輪